# Semenovia bucharica
Semenovia bucharica är en flockblommig växtart som först beskrevs av Boris Fedtjenko och Boris Konstantinovich Schischkin, och fick sitt nu gällande namn av Ida P. Mandenova. Semenovia bucharica ingår i släktet Semenovia och familjen flockblommiga växter. Inga underarter finns listade i Catalogue of Life.